# Anna Maniecka
Anna Maniecka-Dejner (ur. 23 lipca 1962 w Myślenicach, zm. 20 czerwca 2008 w Krakowie) – polska lekkoatletka, płotkarka, później trener lekkoatletyczny.

## Kariera
Była zawodniczką AZS-AWF Kraków i Wawelu Kraków. 
Specjalizowała się w biegu na 400 metrów przez płotki. Wystąpiła w tej konkurencji w finale Pucharu Europy w 1983 w Londynie, zajmując 8. miejsce.
Mistrzyni Polski w biegu na 400 metrów przez płotki w 1991 wicemistrzyni w 1981 oraz brązowa medalistka w 1980 i 1983. Zdobyła również srebrny medal w sztafecie 4 × 400 metrów w 1988. Zdobyła również brązowe medale halowych mistrzostw Polski w biegu na 400 metrów w 1982 i 1983.
Rekordy życiowe:
| Konkurencja                     | Data i miejsce             | Wynik |
| ------------------------------- | -------------------------- | ----- |
| bieg na 400 metrów              | 18 czerwca 1981, Warszawa  | 55,11 |
| bieg na 400 metrów przez płotki | 27 czerwca 1983, Bydgoszcz | 58,29 |

Po zakończeniu kariery zawodniczej była trenerem lekkoatletycznym w Wawelu Kraków. Jej podopiecznym był m.in. Radosław Czyż.
Laureatka Głównej Nagrody za całokształt pracy w Konkursie Trenera Roku. przyznanej pośmiertnie przez Komisję Sportu Kobiet PKOI w Warszawie w 2009 roku, podczas 10. Pikniku Olimpijskiego.